# Mitidja

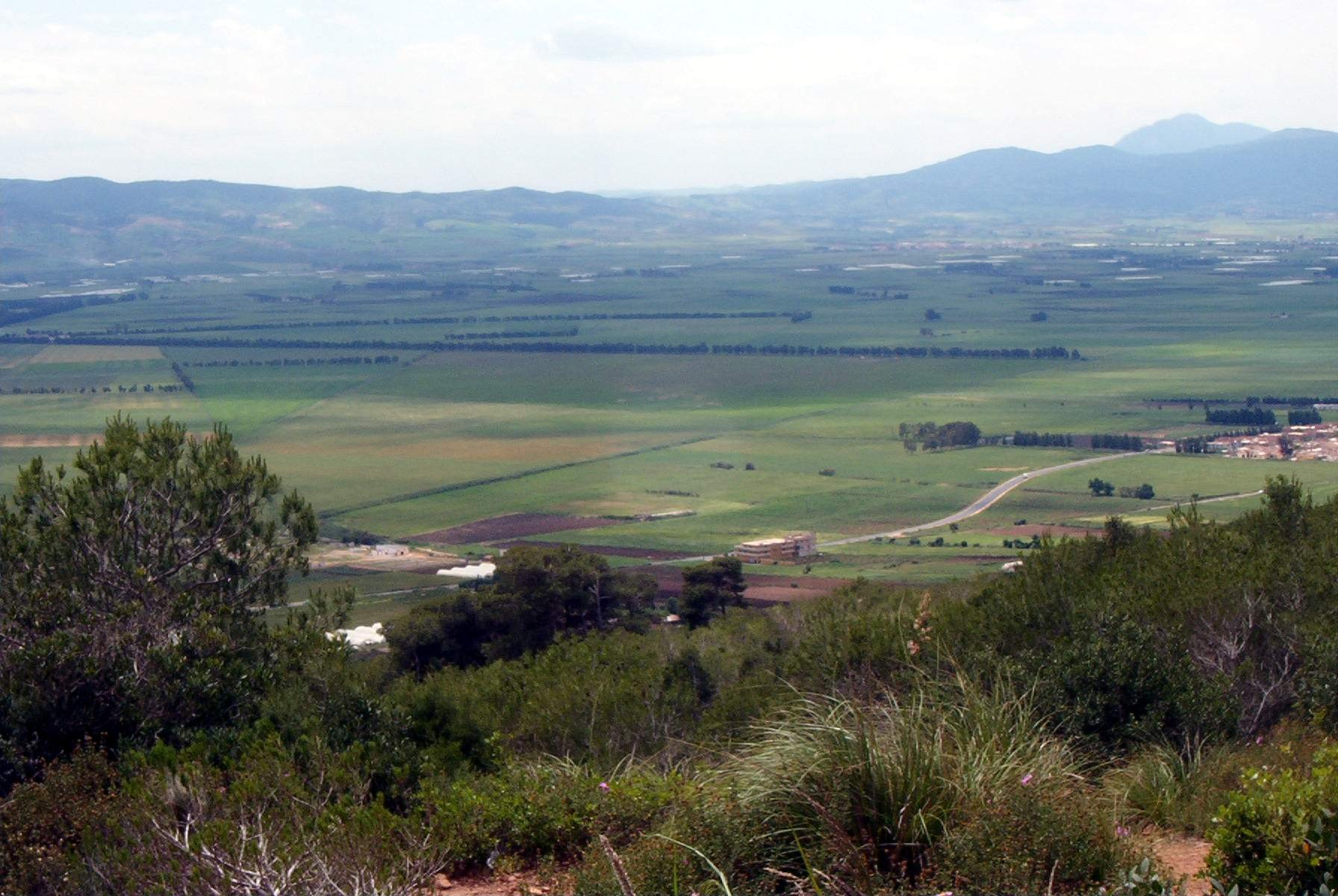
La llanura de la Mitidja en Argelia.

La Mitidja es una llanura situada en Argelia, que cuenta con alrededor de 100 km de longitud y de 2 a 18 km de anchura. 
Orientada paralelamente al relieve costero, en dirección este-noreste oeste-suroeste, está limitada al este por la rambla Boudouaou, al oeste por la rambla Nador, y bordeada por dos relieves elevados: al norte están las colinas del sahel argelino y al sur, las del Atlas teliano. De oeste a este, el llano atraviesa la wilaya de Tipaza y la de Blida, la de Argelia y la de Boumerdès. Su débil pendiente hacia el mar tiene un desnivel de 50 metros. Se ve beneficiada de un clima templado de tipo mediterráneo. 
Es una región que posee un gran potencial agrícola. Comenzó a ser poblada justo después de la caída de Granada, hacia 1514, que provocó que muchos moriscos huyeran de España hacia el norte de África. En 1830, Francia encontró tribus que vivían en la Mitidja, donde cada tribu controlaba una parte del territorio. Muchas tribus pueron forzadas a abandonar la tierra para cederla a los colonos, resultando en expatriaciones hacia la Nueva Caledonia y otras regiones.
Recientemente, una obra titulada La Mitidja 20 ans après, réalités agricoles aux portes d'Alger, escrita por un colectivo de investigadores, traza las dinámicas agrícolas de este territorio después de la reforma agraria de 1987. Este libro fue editado en junio de 2010, en Argel, por ediciones Alpha. 
- Datos: Q3317118
- Multimedia: Mitidja / Q3317118